# Майес, Пит
Пит Майес (англ. Pete Mayes), настоящее имя Флойд Дэвис Майес (англ.  Floyd Davis Mayes, известен также как Тексас Пит Майес и Ти-Боун Ман; 21 марта 1938, Дабл-Байю, Техас, США  — 16 декабря 2008, Хьюстон, Техас, США) — американский блюзовый гитарист, певец и автор песен. Номинант Blues Music Awards в номинации «Альбом-возвращение» (1999).

## Биография
Пит Майес родился и вырос в Дабл-Байю (входит в агломерацию Большой Хьюстон) в 1938 году. С детства начал пытаться играть на гитаре (без полного набора струн) и практиковался ежедневно по несколько часов. Он был самоучкой, и учился играть, наблюдая за Ти-Боун Уокером и Гейтмутом Брауном; позже он называл Уокера, Би Би Кинга и Лоуэлла Фулсона основными источниками вдохновения. В 16-летнем возрасте Майес впервые сыграл на сцене, будучи приглашённым Ти-Боун Уокером. С начала 1950-х годов Майес играл с различными группами в местном танцевальном зале, а через несколько лет создал собственную группу The Texas Houserockers, открывая шоу для гастролирующих музыкантов. Затем он был призван в армию, и во время службы в армии США Майес работал в группе Contrasts. 
По возвращении из армии в 1960 году Майес переехал в Хьюстон, и в течение следующего десятилетия он играл с Лоуэлла Фулсона, Биг Джо Тернером, Перси Мэйфилдом, Биллом Доггеттом и Джуниором Паркером. Майес также гастролировал с джазовыми музыкантами Каунтом Бэйси и Диззи Гиллеспи. В 1969 году Майес выпустил сингл 
Moving Out на Ovide Records; этот же лейбл выпустил ещё два его сингла в 1972 и 1984 годах. Не имея возможности достаточно зарабатывать на жизнь как профессиональный музыкант, Мэйес в то время работал на ранчо, а затем маляром в Независимом школьном округе Хьюстона. Он вышел на пенсию с последней работы, получив пособие по инвалидности. Несмотря на ухудшающееся здоровье, Пит Майес старался выступать при любой возможности. В 1986 году лейбл Double Trouble Records из Нидерландов выпустил диск Texas Guitar Master, в который вошла живая «Battle of the Guitars». В том же году лейбл выпустил студийный альбом Майеса. В 1992 году ещё один альбом Майеса вышел в Японии, а в США вышел сборник 'Low Down Feeling.
В 1983 году Майес унаследовал от дяди право собственности на местный танцевальный зал, в котором выступал с юности и управлял им до смерти.
Лишь в 1998 году Пит Майес выпустил свой первый и оказавшийся единственным студийный альбом в США For Pete’s Sake,  который в 1999 году претендовал на звание «Альбом-возвращение» Blues Music Awards. Про него написали: «Стилистически двенадцать композиций этого диска представляют собой преимущественно классический техасский блюз с некоторым креном в сторону ритм-энд-блюза».
После многих лет плохого здоровья, включавшего проблемы с сердцем, диабет и ампутацию обеих ног, Пит Майес умер в Хьюстоне в декабре 2008 года в возрасте 70 лет, оставив после себя жену и сына. До последних дней он готовил материал для нового альбома, которому уже не было суждено выйти, также выступал почти до смерти, в последние годы в инвалидном кресле — уже не имея возможности играть на гитаре ввиду артрита.  
Музыкант был известен как представитель техасского блюза, и полагал, что он отличается от иных разновидностей блюза наличием яркого свинга: «В техасском блюзе есть свинг. Вы понимаете, что я имею ввиду? Возьмите чикагский блюз — они бьют по голове своим битом. Бум-бум-бум-бум.». Также он сказал, что: «Существует техасский стиль блюза, который исполняется с современным звучанием и большой экспрессией. Это не джаз, но и не похоже на дельта-блюз. Техасский блюз имеет класс и исполняется с глубоким чувством».

## Дискография
- 1986: I’m Ready (Double Trouble Records)
- 1992: Crazy Woman (P-Vine Records)
- 1992: Low Down Feeling (Collectables)
- 1998: For Pete’s Sake (Antone’s Record Label)
- 2005: Live! at Double Bayou Dance Hall (GoldRhyme Music)[7]